# نونو رزنده
نونو رزنده (به انگلیسی: Nuno Resende) (زاده ۲۵ ژوئن ۱۹۷۳) خواننده پرتغالی است.
او در مسابقه آواز یوروویژن ۲۰۰۵ نماینده بلژیک بود.